# 米爾巴赫河 (萊希河支流，金紹)
47°53′22″N 10°54′48″E / 47.889349°N 10.913447°E
米爾巴赫河是德國的河流，位於該國東南部，由巴伐利亞負責管轄，屬於萊希河的左支流，河道全長2公里，流域面積3.9平方公里，發源自金紹。